# Batman Beyond: Return of the Joker
Batman Beyond: Return of the Joker (с англ. — «Бэтмен будущего: Возвращение Джокера») — компьютерная игра в жанре beat ’em up, разработанная японской студией Kemco и изданная французской компанией Ubi Soft для Game Boy Color, PlayStation и Nintendo 64. Игра основана на одноимённом мультфильме, который в свою очередь был снят по мотивам мультсериала «Бэтмен будущего». Игроки управляют Терри Макгиннисом, ставшим новым Бэтменом после того, как постаревший Брюс Уэйн ушёл на пенсию. Терри сражается против банды недавно возрождённого Джокера, который решил взять под контроль спутник и с его помощью уничтожить город.
Несмотря на официальный анонс Batman Beyond: Return of the Joker на E3 2000 года, освещение игры в СМИ было скудным. Игра вышла в конце 2000-го и начале 2001 года. Версии на PlayStation и Nintendo 64 получили крайне негативные отзывы от критиков и игроков, версия для Game Boy Color получила смешанные отзывы. Batman Beyond хвалили за механику со сменой костюма и кат-сцены, но критиковали за устаревший геймплей, низкий уровень искусственного интеллекта противников, бесполезность гаджетов и костюмов, низкокачественную графику и плохое звуковое сопровождение. Журналисты также отмечали несбалансированность версии на PlayStation.

## Игровой процесс

Геймплей Batman Beyond: Return of the Joker на Nintendo 64

Batman Beyond: Return of the Joker представляет собой игру в жанре beat ’em up в виде сайд-скроллера, похожую на Streets of Rage, Final Fight и Double Dragon. В игре четыре уровня — лечебница Аркхэм, фирма Wayne Enterprises, кондитерская фабрика «Джолли Джек» и лаборатория. Игрок управляет Терри Макгиннисом в роли Бэтмена, ему предстоит сражаться с членами банды Джокера, которые варьируются от оборотней до гигантских роботов с вращающимися руками. Версии для PlayStation и Nintendo 64 позволяют игроку переключаться между четырьмя костюмами во время игры. Каждый костюм имеет свои способности — стандартный костюм даёт Бэтмену возможность прыгать, атаковать, обороняться и три вида оружия: Магнитные Нунчаки, Посох, который может нейтрализовать врага несколькими ударами, и быстро движущийся Диск, который может разрезать противников. Атакующий костюм увеличивает силу удара, но за счёт возможности защищаться. Защитный костюм лучше защищает игрока от урона, а ускоряющий увеличивает мощность атак и защиты и позволяет совершать затяжные прыжки. В версии для Game Boy Color нет механики смены костюма; там Бэтмен может только бить руками и ногами и совершать апперкоты, а в качестве гаджетов у героя Посох Тёмного Рыцаря и Нунчаки.

## Сюжет
Середина XXI века, прошло двадцать лет с того момента, как Бэтмена в последний раз публично видели в Готэм-Сити. Лаборатория исследований и разработок Air & Space захвачена бандой самопровозглашенных «Джокеров», о которых Терри Макгиннис, ставший новым Бэтменом и заменивший ушедшего на пенсию Брюса Уэйна, получает предупреждение через чрезвычайный сигнал тревоги. Бэтмен добирается до лаборатории и находит Бенджамина Нокса и одного из Джокеров; Бенджамин поручает члену банды заняться консолью, пока он сражается с Бэтменом. Член банды всё портит, и вся банда уходит только с платой памяти. Терри сообщает, что уже третий месяц происходят кражи высокотехнологичного оборудования, из-за чего Брюс подозревает, что в этом виноваты «Джокеры».
Выясняется, что Джокер возродился и возглавляет свою одноимённую банду. После того, как усилия его приятелей не принесли ничего, кроме кражи одной платы памяти, он решает отвлечь охранников Wayne Enterprises, пока воры крадут оборудование из здания. Ограбление происходит на мероприятии, на котором Брюс публично объявляет о возвращении к руководству корпорацией, но Джокер берёт бывшего супергероя в заложники. Комиссар Барбара Гордон сообщает Терри, что Брюс находится в лапах Джокера, а все посетители остались в безопасности. После того как Джокер устанавливает контроль над зданием, его приспешники отключают систему безопасности. Терри в костюме Бэтмена добирается до вершины здания и впервые лично встречает Джокера, прежде чем сразиться с Вуфом, Человеком-гиеной. Тем временем бандит Чуко получает компонент, необходимый для плана Джокера; злодей освобождает Брюса, и все другие «Джокеры» сбегают.
Бэтмен, против воли Брюса, ищет улики в ныне заброшенной лечебнице Аркхэм, где раньше был заключён Джокер. Там он обнаруживает, что «Джокеры» ищут более важные компоненты. Джокер снова появляется, «вспоминая» своё пребывание в приюте, и его сопровождает Упырь, с которым сражается Бэтмен. Когда Терри собирается вступить в схватку с Джокером после победы над Упырём, Джокер объявляет, что «сожжёт все дотла», и уходит. После этого Бэтмен возвращается в Бэт-пещеру и находит Брюса без сознания.
Сообщая Барбаре о ситуации, Бэтмен рассказывает о том, что Брюс стал странно себя вести с тех пор, как Джокер снова объявился. Барбара сообщает ему, что 40 лет назад Джокер захватил Тима Дрейка, также известного как Робин, и кардинально перестроил его личность, превратив в «Джокера-младшего». Хотя память Тима восстановилась в течение года, Брюс чувствовал себя виноватым в том, что произошло, и больше не позволял Тиму выступать в качестве Робина. После ухода Тим стал инженером связи высокого уровня.
Бэтмен идет в лабораторию Тима за информацией, но вместо него там оказывается голограмма и видеосообщение Джокера. Он показывает, что использует украденные детали, а также полученные от Тима коды связи, чтобы взять под контроль один из орбитальных спутников обороны США, из которого он будет стрелять лазером по Готэм-Сити. Бэтмен подозревает, что убежище «Джокеров» находится в кондитерской фабрике «Джолли Джек» и отправляется туда. Он добирается до подвала фабрики, по пути сражаясь с Чуко и сёстрами Ди-Ди, и обнаруживает, что Джокер уже контролирует спутник и разум Тима. Джокер оказывается на самом деле Тимом с микрочипом в мозгу, содержащим ДНК прежнего Джокера. Бэтмен побеждает Джокера, останавливает спутник и освобождает Тима из-под контроля Джокера над его разумом.

## Разработка и выход
Batman Beyond: Return of the Joker разработана японской студией Kemco и основана на одноимённом мультфильме «Бэтмен будущего: Возвращение Джокера». Мультфильм был выпущен в прокат 24 октября 2000 года и представлял собой адаптацию мультсериала «Бэтмен будущего». На тот момент Return of the Joker была единственной созданной игрой по «Бэтмену будущего». Kemco впервые представила версии Batman Beyond: Return of the Joker для Game Boy, PlayStation и Nintendo 64 на E3 2000. 5 сентября 2000 года Kemco объявила, что Batman Beyond: Return of the Joker будет издан компанией Ubi Soft. Версии для PlayStation и Nintendo 64 были выпущены в Северной Америке 30 октября 2000 года и в Европе 15 декабря того же года, а порт Game Boy Color вышел 30 ноября 2000 года. Версия для PlayStation была выпущена Jack of All Games в Австралии в мае 2001 года.
Освещение Return of the Joker в игровых СМИ было очень скудным. Только в IGN написали статью о презентации на E3 и первыми раскрыли некоторые аспекты игры, а также показали несколько скриншотов и видеороликов. В превью отмечали основанный на мультфильме сюжет и тот факт, что Бэтмен сражается в «коридорах и узких комнатах» с врагами-клоунами, вооруженными крупнокалиберным оружием. В IGN скептически отнеслись к игре, отметив отсутствие новаторских для её жанра ходов и тот факт, что костюм и гаджеты Бэтмена наносят не больше урона, чем обычные удары руками и ногами. Игру также критиковали за плохой перевод с японского на английский. Редакция Nintendo Power написала превью об игре на одну страницу в октябрьском выпуске 2000 года.

## Отзывы критиков
| Сводный рейтинг       | Сводный рейтинг | Сводный рейтинг | Сводный рейтинг |
| Издание               | Оценка          | Оценка          | Оценка          |
| Издание               | GBC             | N64             | PS              |
| --------------------- | --------------- | --------------- | --------------- |
| GameRankings          | 60 %            | 31 %            | 22 %            |
| Metacritic            |                 | 24/100          | 24/100          |
| Иноязычные издания    |                 |                 |                 |
| Издание               | Оценка          | Оценка          | Оценка          |
| Издание               | GBC             | N64             | PS              |
| AllGame               | [ 47 ]          | [ 48 ]          | [ 49 ]          |
| EGM                   |                 | 1,5/10          | 3/30            |
| GameFan               |                 | 241/400         |                 |
| Game Informer         |                 |                 | 0,5/10          |
| GameRevolution        |                 | F               |                 |
| IGN                   | 6/10            | 2/10            | 2/10            |
| Jeuxvideo.com         |                 | 6/20            | 5/20            |
| Next Generation       |                 |                 | [ 58 ]          |
| Nintendo Power        |                 | 5,6/10          |                 |
| ONM                   |                 | 66 %            |                 |
| OPM                   |                 |                 | [ 59 ]          |
| OPMUK                 |                 |                 | 1/10            |
| Video Games (DE)      | [ 61 ]          |                 |                 |
| 64                    | 45 %            | 65 %            |                 |
| Game Boy Power        | 90 %            |                 |                 |
| N64 Gamer             |                 | 13 %            |                 |
| Total Game Boy        | 65 %            |                 |                 |
| Video Gamer           |                 | 1/10            |                 |
| Русскоязычные издания |                 |                 |                 |
| Издание               | Оценка          | Оценка          | Оценка          |
| Издание               | GBC             | N64             | PS              |
| OPM RU                |                 |                 | 2,8/10          |

Отзывы о версиях Batman Beyond: Return of the Joker для PlayStation и Nintendo 64 были в подавляющем большинстве негативными. Такие издания, как Electronic Gaming Monthly, IGN, Game Informer и GameRevolution поставили игре крайне низкие оценки и сравнили её с получившей печальную известность Superman 64 1999 года. В январе 2006 года Batman Beyond попала на десятое место в списке самых низкооценённых игр для PlayStation за всё время существования журнала EGM, а версия для Nintendo 64 была удостоена «почётного упоминания». Даже наименее циничные критики остались разочарованы игрой и пришли к выводу, что ею смогут насладиться только начинающие геймеры, и то в течение короткого времени. Версия для Game Boy Color была принята несколько более благосклонно в сравнении со «старшими» платформами, хотя её оценили не так много критиков. Самый восторженный отзыв об игре опубликовал Иэн Осборн из журнала Total Game Boy, назвав её «одной из лучших игр для этой портативной консоли» и «смелой и захватывающей».
Главным недостатком Return of the Joker был повторяющийся игровой процесс, который сводился к многократным дракам с врагами и сбору ключей. Многие журналисты оценили стилизованный под Final Fight геймплей «слева-направо» как неоригинальный и устаревший, причём Алан Мэддрел из журнала N64 утверждал, что даже в 1980-е годы было множество игр более высокого качества. Джо Оттосон из AllGame и Пол Ганнон из 64 подмечали, что ситуацию ещё сильней усугубляет медленный темп, а Джулс Грант из Electric Playground критиковал отсутствие кооперативного режима. Дуг Перри из IGN и Родни Галл из N64 Gamer отмечали нехватку разнообразия атак Бэтмена, отсутствие комбо-приёмов и ударов ногой в прыжке. В своём обзоре версии Game Boy Color Марк Никс отметил, что игра является одной из первых в своём жанре на портативной консоли, и положительно оценил добавочные комнаты и ответвления: игрок, не идущий простейшим путём, может собрать больше усилений и подраться с дополнительными, более сильными злодеями. Однако в итоге, как пишет Никс, все пути ведут к одной и той же цели через почти неотличимые друг от друга декорации, так что игра всё равно остаётся линейной.
В обзорах версий Nintendo 64 и Game Boy отмечалось, что игру можно пройти за очень короткое время — примерно за два часа. Напротив, анализируя версию для PlayStation, критики отмечали резко повышенную сложность на втором уровне, что ещё усугубляется отсутствием сохранений. Некоторые рецензенты также отмечали лёгкость заданий, а Мэтт Казамассина из IGN написал, что у противников Бэтмена напрочь отсутствует искусственный интеллект. Грег Орландо и журналисты с французского сайта Jeuxvideo.com сообщали, что противники не двигаются, даже если Бэтмен находится на небольшом расстоянии от них, а в рецензии в EGM писали, что некоторые противники тупы настолько, что не начинают защищаться до того, как главный герой нанесёт им несколько ударов.
Джонни Лью из GameRevolution и Алан Мэддрелл из N64 Magazine утверждали, что один из четырёх костюмов Бэтмена — защитный — обеспечивает ему одностороннее преимущество в схватках с любыми противниками, включая Джокера, которые побеждаются буквально за несколько секунд. Рецензируя версию для PlayStation, Райан из EGM отмечал, что противники «невероятно глупы» и порой просто стоят на месте, но в некоторых случаях создаётся странная ситуация, когда Бэтмен, по-видимому, не может до них дотянуться, а их удары при этом проходят. Марк Никс критиковал версию для Game Boy за отсутствие атак сверху, что для врагов является преимуществом. Положительно оценивавший портативную версию Иэн Осборн признавал отсутствие атак сверху и «однообразные» схемы действий противников, но хвалил сражения с боссами и динамику.
Некоторой похвалы от критиков была удостоена механика смены костюмов Бэтмена, выбор которых Алан Мэддрелл называл «довольно впечатляющим». По мнению некоторых критиков, данная механика добавляет азарта, реиграбельности и стратегии в общий монотонный геймплей. Однако Джо Оттосон утверждал, что костюмы полезны только в определённые моменты геймплея и не способны надолго поддержать интерес к игре. Некоторые критики сочли бо́льшую часть гаджетов и костюмов героя бесполезными — например, Оттосон отмечал низкую скорость и недостаточную точность Бэтарангов. Никс неоднозначно отнёсся к гаджетам в версии для Game Boy Color, указав, что ни один из них не увеличивает дальнобойность атак, а нунчаки просто «ужасно слабы».
Пол Ганнон из журнала 64 отмечал многочисленные огрехи в техническом плане, например, когда Бэтмен не может дотянуться до врага, а их удары проходят. Джулс Грант выразил недовольство тем, что атака в игре на PlayStation стоит на кнопке , хотя в других играх атака стоит на . Он также отметил, что ключи и различные бонусы появляются спустя долгое время после победы над противниками, что означает, что игрок изначально их не замечает и должен заново пройти локацию, чтобы их найти. Лью критиковал игру за то, что кнопка R на контроллере от Nintendo 64 отвечает за переключение с ходьбы на бег, пошутив, что управление рассчитано на три руки.
Трёхмерную графику в Return of the Joker критики сравнивали с проектом от первокурсника, фильмом категории B, игрой для SNES, альфа-версией и игрой для Net Yaroze. Про модели персонажей, анимации, фоны, текстуры и общее окружение писали, что они не детализированы. Рецензент журнала GameFan отмечал, что его «глупые тени и низкополигональные модели» не соответствуют отображениям на текстурках. Даже в положительной рецензии на версию для PlayStation журнал Super Game Power признавал посредственность визуальных эффектов и отсутствие многообразия врагов и декораций. Кодомо из GameFan и Лью высказали мнение, что игре не удалось передать уникальный художественный стиль мультфильма. Игру также критиковали за музыку и звуковые эффекты, отсутствие полноценной озвучки из мультфильма и «визжащую» гитарную партию в качестве саундтрека.
Визуальные эффекты версии для Game Boy Color вызвали неоднозначную реакцию. Марк Никс назвал их «в целом пригодными», но «болезненно изменчивыми», особенно когда на экране по несколько персонажей. Он хвалил «резкий и яростный» спрайт Бэтмена и анимацию, где он расплавляет свои крылья, но критиковал невыразительных, «громоздких и шаблонных» врагов. Игру также хвалили за кат-сцены — Алан Мэддрелл писал, что ролики в версии для Nintendo 64 выглядят как эпизод из мультсериала. В рецензиях на версию для Game Boy, выпущенную всего за несколько недель до выхода мультфильма, критики остались в восторге от представленного в кат-сценах сюжета. Тем не менее, некоторые критики называли ролики из игры «примитивными», «смехотворно плохими» и «не отражающие стиль Batman Beyond» . Перри особенно критиковал версию для PlayStation за то, что она использовала реальные сцены из мультфильма вместо кат-сцен.